# MONUA

Embleem van de Verenigde Naties.

De Mission d'Observation des Nations Unies en Angola (MONUA) (VN-waarnemersmissie in Angola) was de laatste vredesmissie van de Verenigde Naties in Angola, van juni 1997 tot februari 1999. MONUA volgde drie eerdere vredesmissies, UNAVEM I, II en III, en werd op 30 juni 1997 opgericht door de VN-Veiligheidsraad middels resolutie 1118. Op 26 februari 1999 werd de missie middels resolutie 1229 opgeheven.
De burgeroorlog in Angola duurde 27 jaar, van 1974 tot 2002, en was het langstdurende conflict in Afrika. Sinds 1988 waren blauwhelmen aanwezig in Angola als waarnemers van het conflict tussen het communistische MPLA (Movimento Popular de Libertação de Angola), waartoe ook president José Eduardo dos Santos behoort, en de UNITA (União Nacional para a Independência Total de Angola), een van oorsprong maoïstische beweging. 
Aan het begin van de missie in 1997 telde de VN-troepenmacht va. 3500 soldaten, waarnemers en politieagenten. Dit werd langzaam afgebouwd tot zo'n 400 man aan het einde van de missie in 1999. De troepen waren afkomstig uit 17 verschillende landen, waaronder Nederland. In totaal sneuvelden 17 blauwhelmen.
Sinds het einde van MONUA's mandaat in 1999 zijn er geen VN-troepen meer aanwezig in Angola.